# 아이슬란드 익스프레스
아이슬란드 익스프레스(영어: Iceland Express)은 아이슬란드의 저비용 항공사로 허브 공항은 케플라비크 국제공항이 있다.

## 역사
2002년 설립했으며 아스트라 이오스 항공에서 보잉 737-300 항공기를 임대했다. 2003년 2월 27일부터 런던 스탠스테드 공항과 코펜하겐 공항간 국제선 노선을 운항했다. 2008년 런던 항로를 런던 개트윅 공항으로 변경했으나 2009년 11월 2일부터 런던 개트윅 공항 서비스와 함께 런던 스탠스테드 공항에서 다시 주 2회 취항하고 있다.
같은 해 가을 아스트라 이오스 항공에서 보잉 737 항공기 2대를 사용하여 아이슬란드 익스프레스 대신 전편을 다시 재개했다. 2010년 6월부터 계절편으로 아스트라 이오스 항공에서 임대 보잉 757 항공기를 취항해 뉴어크 리버티 국제공항과 위니펙 국제공항에 주 2회 장거리 직항 노선의 운행을 시작했다. 2011년 6월부터 시카고, 보스턴, 더블린, 벨파스트에 취항 한다고 발표했다. 2012년 10월 24일 와우 에어에 인수와 동시에 합병했다.